# Jacques le Diacre
Pour les articles homonymes, voir Diacre.
Jacques le Diacre, ou James the Deacon (mort après 671), est un diacre italien, membre de la mission grégorienne envoyée en Angleterre pour convertir les Anglo-Saxons. Il accompagna Paulin d'York dans sa mission en Northumbrie. Lorsque ce dernier dut fuir le pays, Jacques s'installa près de Lincoln et continua ses efforts missionnaires. Il mourut après 671, d'après le chroniqueur médiéval Bède le Vénérable. Il est considéré comme saint.

## Biographie
Jacques était probablement italien, comme les autres membres de la mission grégorienne. Sa date de naissance et celle d'arrivée sur le sol britannique sont inconnues. Il accompagna Paulin lorsque celui-ci suivit en Northumbrie la sœur du roi Eadbald de Kent, Æthelburg, partie épouser le roi Edwin. Bien que traditionnellement datée de 625, l'historien David P. Kirby suggère que cette mission en Northumbrie eut en fait lieu avant 619.
Edwin mourut à la bataille de Hatfield Chase en combattant Penda de Mercie et Cadwallon ap Cadfan en 633. Il était le principal partisan de la mission de Paulin, et sa mort s'accompagna d'un retour en force du paganisme. Paulin s'enfuit dans le Kent avec Æthelburg et sa fille Eanflæd, alors que Jacques resta en Northumbrie et continua ses efforts missionnaires dans le royaume de Lindsey, où Paulin avait prêché avant la mort d'Edwin. Il s'installa dans le Lincolnshire, à l'église que Paulin avait fait construire, et dont les restes se trouvent actuellement sous l'église Saint Paul-in-the-Bail. Cette province fut reconquise par un des successeurs d'Edwin, Oswald de Northumbrie, dans les années 640.
Bède écrit que Jacques vivait dans un village près de Catterick qui « porte son nom encore aujourd'hui », et qu'il entreprit un travail missionnaire dans la région et vécut jusqu'à un âge avancé. Sous le règne du roi Oswiu de Northumbrie, Jacques intégra la cour royale pour célébrer Pâques avec la reine Eanflæd, la fille d'Edwin. Jacques et Eanflæd célébraient Pâques à la date fixée par l'église romaine, alors qu'Oswiu célébrait Pâques à la date calculée par l'église irlandaise. Ces dates ne correspondant pas toujours, cela fut une des raisons qui poussa Oswiu à convoquer le concile de Whitby en 664 afin de décider quel système son royaume utiliserait.
La Vita sancti Wilfrithi d'Étienne de Ripon ne mentionne pas Jacques parmi les participants au concile de Whitby, mais Bède indique qu'il y était présent. Après le concile et l'imposition des pratiques romaines, Jacques, maître de chant formé au style romain et celui du Kent, enseigna le plain-chant, ou chant grégorien.
La date de son décès est inconnue. Toutefois, Bède laisse sous-entendre qu'il vivait toujours à son époque ; il mourut probablement après la naissance de ce dernier, en 671 ou 672. Il aurait eu au moins 70 ans à sa mort. Jacques aurait ainsi été l'informateur de Bède sur la vie d'Edwin, les œuvres de Paulin, et peut-être le concile de Whitby. L'historien Frank Stenton qualifie Jacques de « seul personnage héroïque de la mission romaine », insistant sur le fait que nombre des missionnaires grégoriens avaient l'habitude de fuir lorsque les choses tournaient mal.
Après sa mort, il est vénéré comme un saint, fêté le 17 août chez les catholiques ou le 11 octobre chez les anglicans.